# Dimitrie Cantemir
Dimitrie Cantemir (n. 26 octombrie 1674, Dimitrie Cantemir, Ținutul Fălciu⁠(d), Moldova – d. 21 august/1 septembrie 1723, Dmitrovka⁠(d), gubernia Kiev⁠(d), Imperiul Rus) a fost domnul Moldovei în două rânduri (martie – aprilie 1693 și 1710 – 1711) și un mare cărturar al umanismului românesc. Printre ocupațiile sale diverse s-au numărat cele de: enciclopedist, etnograf, geograf, filozof, istoric, lingvist, muzicolog și compozitor. A fost membru al Academiei de Științe din Berlin. George Călinescu îl descria drept „un erudit de faimă europeană, voievod moldovean, academician berlinez, prinț moscovit, un Lorenzo de Medici al nostru.” Iar Voltaire spunea despre Dimitrie Cantemir că „unea talentele vechilor greci, știința literelor și aceea a armelor”.
Dimitrie era fiul domnului moldovean Constantin Cantemir. La moartea tatălui său în martie 1693, (în urma unui atac de apoplexie) a fost proclamat domn după modelul lui Constantin Brâncoveanu, însă Poarta nu l-a confirmat în domnie și a impus în scaunul domnesc pe Constantin Duca. Și-a petrecut următorii ani la Constantinopol, unde a fost capuchehaie (trimis la Poartă ca garant al fidelității) și a însoțit armata otomană în expediția eșuată din Ungaria, fiind martor al înfrângerii oștilor otomane ale sultanului Mustafa al II-lea de către austrieci în luptele de la Petrovaradin și Zenta, unde s-a convins de decadența Imperiului Otoman.
În 1710 a fost pus la tronul Moldovei, având misiunea de a-l supraveghea pe Brâncoveanu, bănuit de neloialitate față de Imperiul Otoman, în schimb a încheiat el însuși un tratat cu Imperiul Rus al lui Petru cel Mare. Armata rusă ajutată de moldoveni a suferit o înfrângere categorică din partea turcilor în Bătălia de la Stănilești. În consecință, Cantemir a fost nevoit să se refugieze în Rusia, unde și-a petrecut restul vieții în mijlocul preocupărilor intelectuale.

## Viața și cariera politică
Dimitrie Cantemir s-a născut la 26 octombrie 1673, într-o familie de răzeși săraci, în satul Silișteni pe malul râului Elan în ținutul Fălciu, azi în comuna Dimitrie Cantemir din județul Vaslui, în partea de sud a orașului Huși. După alte date s-ar fi născut la Iași (cf. Sever Zotta, ref. 9). Genealogiștii au stabilit că un strămoș obscur ar fi dobândit în secolul al XVI-lea cătunul Silișteni din Moldova și că familia era de „origine pur românească” Răzeșii moldoveni erau oameni săraci, dar pe care sărăcia îi făcuse luptători dârzi și aspri. „Aveau acolo un codru, codrul Tigheciului, fără copaci mari, dar cu spini mulți, cu arbori deși și mici, în care dușmanul nu poate pătrunde. Nici boierii nu izbutiră să le cotropească răzășiile, nici tătarii din Bugeac, vecinii lor, nu-i speriaseră și nu-i putuseră prăda.” A fost fiul lui Constantin și al Anei, născută Bantăș, care a fost a treia soție a lui Constantin Cantemir. Dimitrie Cantemir menționează cele 3 soții ale tatălui său: 1. Anastasia, nepoată de văr după tată a domnului Țării Românești Gr. Ghica; 2. Ruxandra Gane; 3. Ana Bantăș, mama lui Dimitrie Cantemir. Anița Bantăș a făcut parte „din vechea stirpe moldovenească a Bantășilor, nepoată după mamă a Anastasiei, soția Ducăi-vodă”. Ana Bantăș descinde dintr-un personaj vestit în aristocrația moldovenească, Ioan Tăutu, mare logofăt în timpul domniei lui Ștefan cel Mare. (Ștefan Lemny, op.cit., p. 45.). Dimitrie Cantemir spune că a purtat acest nume [Dimitrie], fiindcă a fost botezat de Dumitrașco vodă Cantacuzino. În românește, principele semnează „Dimitrie”. În latină: Demetrius, formă preluată de majoritatea autorilor din Europa secolului al XVIII-lea. La 14 ani a fost nevoit să plece la Constantinopol (1688-1690), unde a stat 12 ani, ca zălog (gaj, amanet) al credinței tatălui său pe lângă Înalta Poartă, înlocuindu-l pe Antioh, devenit ulterior domn al Moldovei. Tatăl său, Constantin vodă, dorea să facă din fiul său un om învățat, de aceea a ales ca educator al lui Dimitrie pe dascălul Ieremia Cacavelas, din Creta, un grec cu studii la Veneția, Oxford, Leipzig și Viena. Ilie Minea  afirmă că: Din Țara Românească a lui Șerban Cantacuzino, Constantin Cantemir a luat cu sine ca preceptor al fiilor săi pe învățatul călugăr Ieremia Cacavella, care se va osteni să formeze mai ales din Dimitrie un om învățat. Ieremia Cacavelas a fost traducătorul din l. latină în l. greacă (în 1687) a lucrării Vitae Pontificum [Viețile Papilor], scrisă de episcopul Platina. Cacavelas a avut o mare influență asupra formației spirituale a lui Dimitrie Cantemir. I-a predat lui Cantemir l. greacă, l. latină și slava veche , precum și elemente de cunoștințe filosofice. Cacavelas a aruncat un văl de misticism asupra spiritului clar al lui Cantemir, acesta a urmărit însă în anii maturității să se dezbare de această înrâurire, părăsind fondul mistic al cugetării.

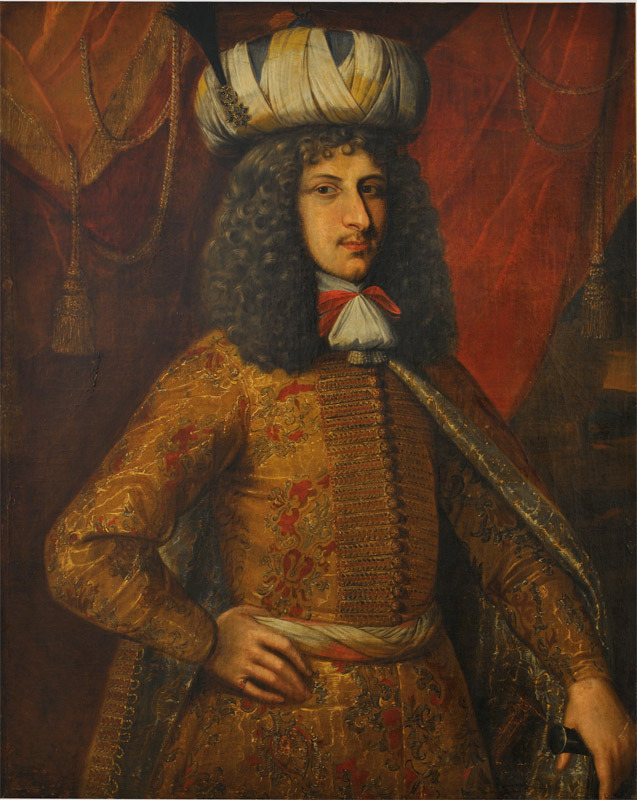
Portret din tinerețe care se află la "Le musée des beaux-arts de Rouen".

Imaginea din stânga cu denumirea "Portret din tinerețe care se află la «Le musée des beaux-arts de Rouen»” a fost reprodusă de timpuriu în lucrarea Dimitrie Cantemir. Viața și opera în imagini (1963), alcătuită de Scarlat Callimachi ș.a., unde se indică și sursa ilustrației: biblioteca Academiei R.P.R., cabinetul de stampe. Sub ilustrația din Scarlat Callimachi ș.a., p. 25, se poate citi denumirea dată de muzeul respectiv acestui portret: Inconnu. Un Hospodar de Valachie. Pe pagina alăturată (p. 24) este redat un citat din prefața scrisă de Nicolae Iorga la lucrarea Dimitrie Cantemir: Viața lui Constantin Vodă Cantemir(p. IX): „Portretul de la Rouen îl arată cu ochii săi vii în fața fină, isprăvită cu o bărbie de voință. Are haina de brocart de aur a situației sale și sabia feciorului domnesc... Dar pe buclele crețe ale perucei, sistem Ludovic al XIV-lea, turbanul alb și albastru arată contactul cu cealaltă cultură: a Stambulului turc.” Ștefan Lemny (op.cit., p. 236, nota 47) scrie că „Tabloul pare de negăsit în zilele noastre. A dispărut după ce a fost expus pentru ultima oară în România, cu ocazia unei expoziții dedicate celor 300 de ani de la nașterea lui Cantemir (notă la ed.română). Mai mult, Ș. Lemny (op.cit., p. 70) scrie că „Cercetări minuțioase efectuate recent de G.Ciorănescu au spulberat această iluzie, dovedind că tabloul nu este nici opera pictorului flamand Jean-Baptiste Van Mour (sau Vanmour), nici portretul lui Dimitrie Cantemir.” Totuși, opinia lui Lemny nu este categorică (pp. 71–72): „Analizat exclusiv din perspectiva ținutei vestimentare, tabloul de la Rouen ar putea să-l înfățișeze pe principele moldovean în perioada în care trăia în mediul eteroclit al capitalei otomane...”
În perioada martie-aprilie 1693, după moartea tatălui său, a fost ales de boierii mari, în frunte cu Iordache Ruset, vornicul, domn al Moldovei, la 19 ani. Succesiunea evenimentelor a fost următoarea: în 19/29 martie, un agă al vizirului aflat la Iași este adus ca „să rădic pe Dumitrașco beizădeaoa, ficiorul lui Cantemir-Vodă în locul lui tătâne-său.” Dregătorul turc, văzând că toți boierii îl cereau domn „au luat un căftan ș-au pus în spateli lui Dumitrașco beizădeaoa.” Dar după o domnie care a ținut mai puțin de trei săptămâni și care nu a fost recunoscută de Poartă, turcii plătiți de Constantin Brâncoveanu, domnul Țării Românești, au impus în scaunul domnesc pe Constantin Duca (la 18 aprilie 1693), instrumentul domnului muntean. Înscăunarea lui Constantin, fiul lui Gheorghe Duca a fost anunțată de un capugi-bașa, Mehmed Cerchez, venit la Iași, iar Dimitrie Cantemir s-a întors la Constantinopol, împreună cu zisul dregător otoman, pentru a-și continua studiile la Academia Patriarhiei Ecumenice, filială spirituală a universității de la Padova. Aici erau profesori care predau geografia, anatomia și deschideau elevilor cunoașterea tezaurelor literaturii clasice, elină și latină. A învățat la Constantinopol limbile orientale: turca, persana și araba, unde a avut ca maestru pe eruditul Yanyali Es'ad Efendi (D. Cantemir cunoștea 11 limbi), dar s-a inițiat și în domeniul cultelor, literaturii, muzicii și religiei islamice. La Academia Patriarhiei Ecumenice a studiat cu geograful Meletius și muzica turcească și tamburina cu Kemani Ahmed Celebi și Tanburi Angeliki. Matematicianul turc Saadi l-a învățat limba turcă. Cu prilejul unui război turco-Austriac, soldat cu bătălia de la Zenta (11 septembrie 1697), a traversat Banatul. Cantemir a asistat la înfrângerea oștirilor turcești, conduse de sultanul Mustafa al II-lea, în bătălia de la Zenta ( în regatul Ungaria, azi Senta în Serbia), dintre Liga Sfântă și Imperiul Otoman, unde turcii au fost zdrobiți de trupele austriece conduse de prințul Eugen de Savoia. Antioh, fratele mai mare, și-a însușit întreaga moștenire, lăsându-l într-o situație precară. Din 1695 a fost capuchehaie, adică reprezentant la Constantinopol al fratelui său Antioh, acesta fiind ales domn. La sfârșitul anului 1697, Cantemir s-a aflat la Adrianopol, unde a desăvârșit prima parte din lucrarea Divanul sau Gâlciava înțeleptului cu lumea, scriere de teozofie și etică creștină, alcătuită sub influența dascălului său, Ieremia Cacavelas. A tipărit-o în dublă versiune, greacă și română, la 30 august 1698, în Iași. Cacavelas a elogiat opera elevului său într-un stil retoric, socotind-o minunată și "împodobită cu ritoricesc meșteșug, adâncă și bogată" (în Prefață). În Constantinopol și-a construit un palat pe malul Bosforului, unde a locuit împreună cu familia sa (1700).
S-a căsătorit în 1699 cu fiica lui Șerban Cantacuzino Voievod, Casandra (1681 - 1713). Dimitrie era în acea perioadă la Constantinopol însă a venit în grabă la Iași, unde "au făcut nuntă domnească la 9/19 mai 1699, în tîrgu la Ieși, după obiceiul domnilor." (Ion Neculce,op.cit., ref.13). Mirii s-au instalat în Iași, în curțile cumpărate de tatăl său, Cantemir vodă de la "Gheuculeasa vistiernice<a>sa. Gheuculeasa era Simina, soția vistiernicului Vasile Gheucă. Casandra i-a dăruit pe Matei, Constantin, Șerban, Maria, Antioh (viitorul poet, scriitor și diplomat rus Antioh Cantemir (1708 - 1744)) și Smaranda. După moartea Casandrei la 12 mai 1713, din a doua căsătorie (la 14 ian. 1717), cu fiica principelui (cneazului) rus Ivan Iurevici Trubețkoi, Anastasia Ivanovna Trubețkaia, în vârstă de 16 ani (n.1700), a avut o fată: Ecaterina-Smaragda (n. probabil la Petersburg, în 1720, d. la Paris în 1761) care a fost domnișoară de onoare a împărătesei Elisabeta (Elizaveta) în 1744 și s-a căsătorit cu principele Dmitri Mihailovici Golițîn, ambasadorul Rusiei la Viena. Fiul lui Dimitrie Cantemir, Antioh Cantemir, ambasador al Rusiei în Marea Britanie și Franța este cunoscut ca "părintele poeziei Rusiei". A fost necăsătorit. A murit foarte tânăr, la 36 de ani, de pleurezie, însă după alte date, de tuberculoză. În perioada petrecută ca ambasador la Paris, Antioh Cantemir îl va întâlni pe Voltaire.
O genealogie a familiei Cantemir, se găsește la pagina web 
Despre descendenții lui Dimitrie Cantemir, Sever Zotta, în documentata sa scriere genealogică Despre neamul Cantemireștilor (op.cit., ref. 15), oferă următoarele informații:
- Matei (n. la Constantinopol, în 18 octombrie 1703, d. 30 noiembrie 1771 la Dmitrovsk ?) a fost ofițer în garda imperială. S-a căsătorit în 1734 cu Agripina (Agrafena), principesă Lobanov-Rostovskii.
- Constantin (n. la Constantinopol în 29 iulie 1705, d. 19 ianuarie 1747 - căpitan în garda imperială, s-a căsătorit în 1724 cu Anastasia (1698-1746), fiica principelui D. Galițin.
- Șerban (sau Serghei, n. la Constantinopol în 11 august 1706, d. la 24 aprilie 1780, la Moscova), a fost ofițer în garda imperială, necăsătorit.
- Maria (n. la Iași în 29 aprilie 1700, d. la Moscova în 9 sept.1757 a fost domnișoară de onoare a împărătesei Ana Ivanovna (rusă: Aннa Иoaннoвнa), între 1730...1740.
- Smaranda (n. la Constantinopol (?) la 14 aprilie 1701, d. la Moscova în 20 iulie 1720).
- Prințesa Maria Cantemir ar fi fost pentru scurtă vreme, în iarna 1721-1722, favorita țarului Petru I. (Sever Zotta, în lucrarea sa Despre neamul Cantemireștilor menționează într-o notă la arborele genealogic "Descendența lui D.Cantemir", studiul lui L. Maikov (în rusă: Л. Н. Maйkoв) intitulat Kniajna Mariia Kantemirova, publicat în 1897 în revista Русскaя Стaринa, toм 89, 1897, în care se fac referiri "la raporturile ei intime cu Petru cel Mare"). În timpul iernii 1721/1722, în timpul serbărilor legate de pacea de la Nystadt (la 30 august 1721), prin care se pune capăt Războiului Nordului dintre Rusia și Suedia, țarul Petru I ar fi făcut o pasiune pentru Maria Cantemir.[31] Nu se știe dacă prințesa Maria era frumoasă. Un martor care i-a descris înfățișarea o numește "nu prea demnă de invidiat". Un oaspete la palatul lui Dimitrie Cantemir din Sankt-Petersburg nota despre Maria C. că era o doamnă foarte instruită, care vorbește la perfecție greaca și italiana. În primăvara 1722 s-a aflat că prințesa era însărcinată. Se spune că Maria Cantemir a avortat cu ajutorul medicului curții, Polikala, la Astrahan, la presiunea țarinei. Acad. Andrei Eșanu și Valentina Eșanu[32] pun la îndoială aceste afirmații. Ștefan Lemny (op.cit.) arată că așa numita idilă între țarul Petru și prințesa Maria Cantemir mai curând nu a avut loc.

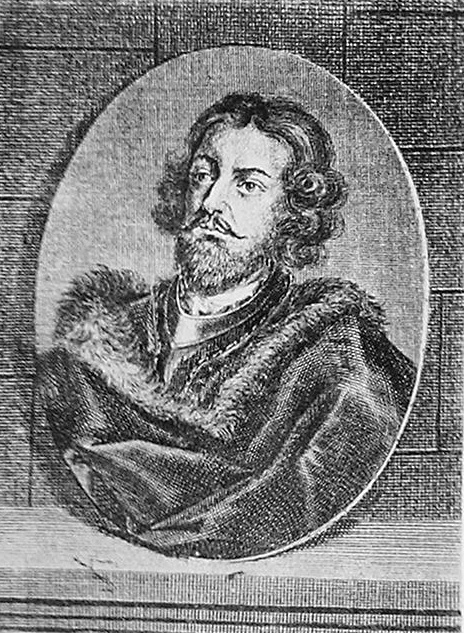
Gravură poloneză, reprezentându-l în timpul domniei (1710 - 1711)

Turcii l-au proclamat domnitor al Moldovei la 23 noiembrie 1710 (fiind ajutat să obțină domnia de către Daud Ismail Aga, capuchehaia hanului Devlet Gherei- conform Ilie Minea, op. cit. p. 16) iar Cantemir sosește în capitala Moldovei la 10 decembrie 1710, acesta având ca sarcină prinderea lui Constantin Brâncoveanu, suspectat de legături cu rușii, dar noul domn-cărturar a încheiat la Luțk în Rusia (azi în Ucraina, transliterat în ucr. Луцьҝ), la 13/24 aprilie 1711, un tratat secret de alianță cu Petru cel Mare, țarul Rusiei, în speranța eliberării țării de sub dominația turcă și precizând integritatea granițelor și faptul că ele vor fi apărate de armata Moldovei. Conform unei scrisori a țarului adresată generalului Șeremetiev la 7 mai 1711, întregul text al Tratatului a fost redactat de Dimitrie Cantemir, iar Petru cel Mare a confirmat acest text ce i-a fost trimis de domnul Moldovei. Tratatul de la Luțk a fost semnat de Petru cel Mare și de ministrul său, cancelarul conte Gavriil Golovkin. Tratatul conține 17 articole. Prin Tratat se stipula că domnia sa va rămâne pe viață, iar Scaunul Moldovei va fi transmis pe cale ereditară, în familia Cantemir, afară de cazul în care unul dintre domni s-ar lepăda de Rusia și de ortodoxie (art.III). "După vechiul obicei moldovenesc, toată puterea să fie la domn" (art.VI). Articolul al XI-lea prevedea retrocedarea la Moldova a Tighinei și Buceagului, cu cetățile de la Dunăre, Chilia și Cetatea Albă, pierdute în vremea lui Ștefan cel Mare și a lui Petru Rareș. Prin Tratat, Rusia se angaja să respecte frontierele întregite ale Moldovei și să nu îngăduie nici o încălcare a lor.
Dimitrie Cantemir a fost un admirator al lui Petru cel Mare, a dorit să introducă și în Moldova principiile absolutismului luminat. A încercat să pună capăt rivalităților dintre diferitele grupări boierești.
A existat un conflict între Dimitrie Cantemir și boierii mari ai Moldovei, conflict care izbucnește în timpul războiului ruso-turc din 1711. Când Dimitrie vodă anunță că a trecut de partea rușilor, boierul Iordache Ruset îi strigă de față cu ceilalți boieri: "Te-ai cam grăbit, măriia ta, cu chiematul Moscalilor". Tratatul de la Luțk a fost publicat de Cantemir în spațiul german. În politica externă s-a orientat spre Rusia ca entitate ortodoxă, opusă Islamului. A fost un adept al domniei autoritare, adversar al atotputernicei mari boierimi și a fost împotriva transformării țăranilor liberi în șerbi. În monografia închinată marelui cărturar moldovean, P.P. Panaitescu consideră că încă din tinerețe, D. Cantemir ar fi urmărit realizarea unui scop bine determinat, și anume instaurarea monarhiei absolute și ereditare în Moldova, împotriva anarhiei feudale a boierilor.

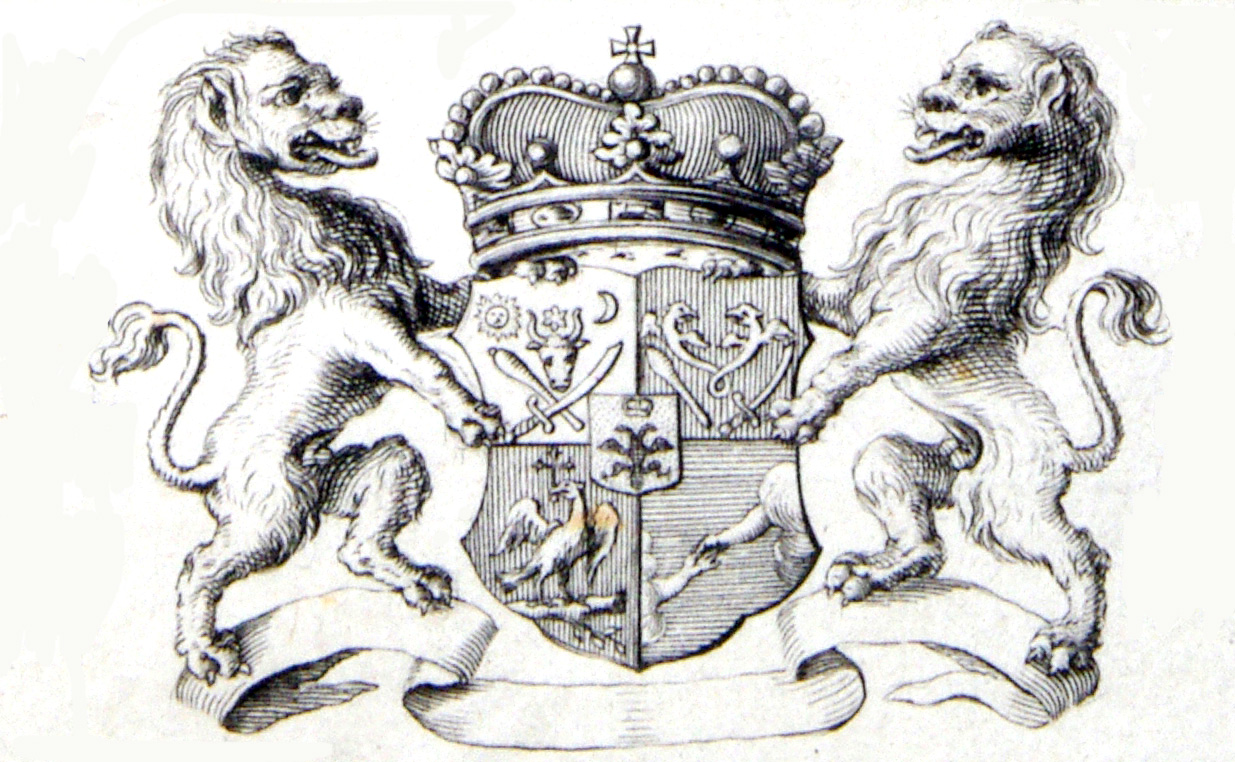
Stema

În luna iulie a anului 1711, Petru cel Mare i-a făcut o vizită lui Dimitrie Cantemir, la Iași. Cronicarul Ion Neculce, martor ocular, menționează: "...caimacamii, împreună cu alți boieri și orășeni mai bătrîni de cinste și mitropolitul cu tot clirosul, i-au ieșit cu toții înainte, afară din Iași, și frumos tîmpinîndu-i, l-au primit cu toată inima..." Petru cel Mare, pornind pe jos, a vizitat orașul, plimbându-se pe ulițele Iașului, întovărășit numai de trei ofițeri. Cu acest prilej, țarul a vizitat mănăstirile Trei Ierarhi, Golia și Sf. Nicolae Domnesc, admirând și lăudând frumusețea lor. Dimitrie Cantemir a găsit acum momentul potrivit pentru a dezvălui boierilor o parte din condițiile Tratatului de la Luțk. Ei au fost chemați în casele spătarului Dediul și acolo ministrul conte Gavriil Golovkin le-a lămurit textul punct cu punct. Câțiva boieri, în frunte cu Iordache Ruset s-au împotrivit prevederilor privind instituirea domniei ereditare în Moldova. Pentru a se curma opoziția, Iordache Ruset a fost exilat la Soroca.
După numai un an de domnie (1710 - 1711), Dimitrie Cantemir s-a alăturat lui Petru cel Mare în războiul ruso-turc, dar n-a plasat Moldova sub suzeranitate rusească. După ce armata rusească și oastea moldovenească (care numărau împreună circa 40 mii oameni) au fost înconjurate de uriașa armată a marelui vizir Mehmed Pașa (Baltadji) ( în număr de 200 mii oameni) și au fost înfrânte de turci în Bătălia de la Stănilești (1711) - ținutul Fălciu pe Prut, neputându-se întoarce în Moldova, s-a refugiat în Rusia (la 16 iulie 1711), unde a rămas cu familia sa. În ziua de 16 iulie 1711 Dimitrie Cantemir părăsește pentru totdeauna orașul Iași, trece Jijia la Popricani și se întâlnește cu Petru cel Mare la Semeni (sat care face parte în prezent din raionul Ungheni),unde există până în prezent un monument al întâlnirii lor numit în popor „Zamkă” (trad. din l. rusă: ӡaмok = castel). Printre demnitarii care au pribegit cu domnul peste hotare s-au aflat : hatmanul Ion Neculce, marele ban Savin Zmuncilă, marele paharnic Gheorghiță Mitre, marele portar Iordachi Aristarh, marele comis Pavel Rugină, vornicul Ilie Abaza, serdarul Mogâlde ș.a. În Encyclopedia Britannica,ediția a IX-a se menționează că Petru cel Mare a refuzat să-l predea pe aliatul său către Turcii victorioși [la Stănilești] și l-a luat cu el în Rusia. Dezastrul de la Stănilești și refugierea lui Cantemir peste Nistru au dus la anularea actului rezultat din acceptarea prevederilor Tratatului ("diplomei") de la Luțk. Dimitrie Cantemir a stat în Rusia doisprezece ani, până la moarte, în 1723. Primii ani i-a petrecut în Ucraina, pe moșiile dăruite de țar, care cuprindeau domenii vaste în provinciile Kursk, Seva, Moscova, fiind înconjurat de oștenii moldoveni, țăranii liberi și mazilii care l-au urmat pe domn în exil. A devenit consilier secret al lui Petru I pentru problemele Orientului și membru al senatului (după ce a fost ajutat de ambasadorii Olandei și Franței la Înalta Poartă) și a desfășurat o activitate științifică rodnică. Lângă Harkov i s-a acordat un domeniu feudal, satul Dmitrievka, ce va fi redenumit Dmitrovsk sub țarina Ecaterina a II-a. Prin ucazul lui Petru cel Mare din 14 iulie 1712 Dimitrie Cantemir a primit proprietăți pe fostele moșii ale lui Șidlovski în regiunea Harkov: "uezdul" (județul) Sevsk, moșia Komarițkaia, 1000 gospodării țărănești. A fost investit cu titlul de" Principe Serenissim al Rusiei" prin ucazul lui Petru cel Mare de la 1 august 1711. A contribuit la cartografierea Rusiei și a lucrat în sistem Mercator. Colecția sa de hărți, ale zonei Mării Caspice (Baku de azi), scrise în latină, se află în Arhiva Cabinetului lui Petru cel Mare de la Petersburg. Cantemir este ctitorul unei mănăstiri grecești de la Moscova, ridicată după arhitectura din țara sa, ale cărei planuri se pare că le-a desenat personal. A făcut prima tipografie mobilă cu caractere persane din Rusia (existentă astăzi la Oxford).
A scris Hronicul a vechimei romano-moldo-vlahilor, susținând latinitatea limbii și a poporului format pe teritoriul vechii Dacii, inclusiv faptul că româna are patru dialecte. Această lucrare a devenit o referință fundamentală pentru corifeii Școlii Ardelene.
În anul 1714, Dimitrie Cantemir devine membru în Societas Scientiarrum Brandenburgica, ulterior cunoscută sub numele de Academia din Berlin. La 11 iulie 1714  , Academia îl acceptă în rândurile sale și îi acordă diploma de membru, semnată de vicepreședintele Johann Carol Schott, în absența președintelui Academiei, Leibniz. (Ștefan Lemny, op. cit. p. 185). După primirea în Academie, D. Cantemir a scris Descriptio Moldaviae (Descrierea Moldovei) și Istoria moldo-valahă (în latină, Historia moldo-vlachica). Mai târziu, Împăratul Germaniei îl va numi principe al Imperiului roman, iar în 1721 țarul Petru îl face consilier intim.
Ca membru al Academiei din Berlin a corespondat cu Leibniz, încercând să stabilească principiile fondării unei Academii Ruse.
În timpul campaniei „persane” a țarului Petru cel Mare (1722-1723), dincolo de Astrahan, a fost șeful cancelariei imperiale , a scris manifeste către populația Persiei.
Subiect al documentării biografice este și afilierea sa formală la un ordin inițiatic tradițional, susținută atât prin elemente ezoterice prezente în opera sa, cât și de surse indirecte.
A murit în Rusia, la 21 august 1723, în satul său Dmitrovska (azi Dmitrovsk—Orlovski) după campania lui Petru cel Mare la Marea Caspică în zona Derbent, în urma unui diabet avansat, și a fost înmormântat într-o criptă din biserica Sf. Nicolae din Moscova, (lângă soția sa româncă) construită după planurile sale și cu hramul ca al Bisericii Sf. Nicolae, zisă și Biserica Sf. Nicolae domnesc din Iași (deoarece a fost a curții domnești). Tot de afecțiunea de diabet murise și prințesa Smaragda, cea de-a doua fiică.

## Politica internă
În scurta sa domnie, Dimitrie Cantemir a făcut unele reforme, pentru anumite pături sociale mai puțin bogate. La înscăunarea în domnie, Cantemir a scăzut "birul steagului", adică darea ce se lua la domnie nouă, ca să plătească cheltuielile steagului de domnie de la turci. O altă reformă fiscală a fost desființarea deseatinei (deseatină = dijmă, a zecea parte din produse, în special din stupi), care privea în special boierimea mică, crescători de albine. Din celelalte privilegii date de Dimitrie Cantemir se remarcă lipsa unor favoruri domnești date marilor boieri, mai multe acte fiind date oamenilor săraci. Astfel este privilegiul pentru breasla mișeilor calici din Roman, pentru breasla cioclilor din Iași, pentru niște "jupânese sărace" văduve etc. (P.P.Panaitescu, op.cit. p. 98). Domnul Moldovei obține reluarea pentru țară a mănăstirilor închinate patriarhiei din Ierusalim (în urma unei înțelegeri cu patriarhul de Ierusalim Chrisant Notara) și anume a unor mănăstiri mari și bogate ca Bistrița, Tazlău, Probota. Astfel, biserica reprezenta pentru domnie un sprijin sigur, financiar și spiritual, împotriva încercărilor marii boierimi de cotropire a puterii. Politica internă a lui Dimitrie Cantemir a însemnat în primul rând statornicirea unui stat centralizat domnesc, înlăturându-se astfel statul cârmuit de oligarhia marilor familii de boieri.
O atenție specială a fost acordată elementului militar, recrutat din păturile mijlocii ale societății. Un număr mare de boiernași și slujitori, care luptaseră până acum ca mercenari în oștile străine, au venit în țară și s-au grupat în jurul domnului. Cu ajutorul lor, Cantemir a organizat, în preajma războiului ruso-turc din anul 1711, șapte sau opt unități militare.

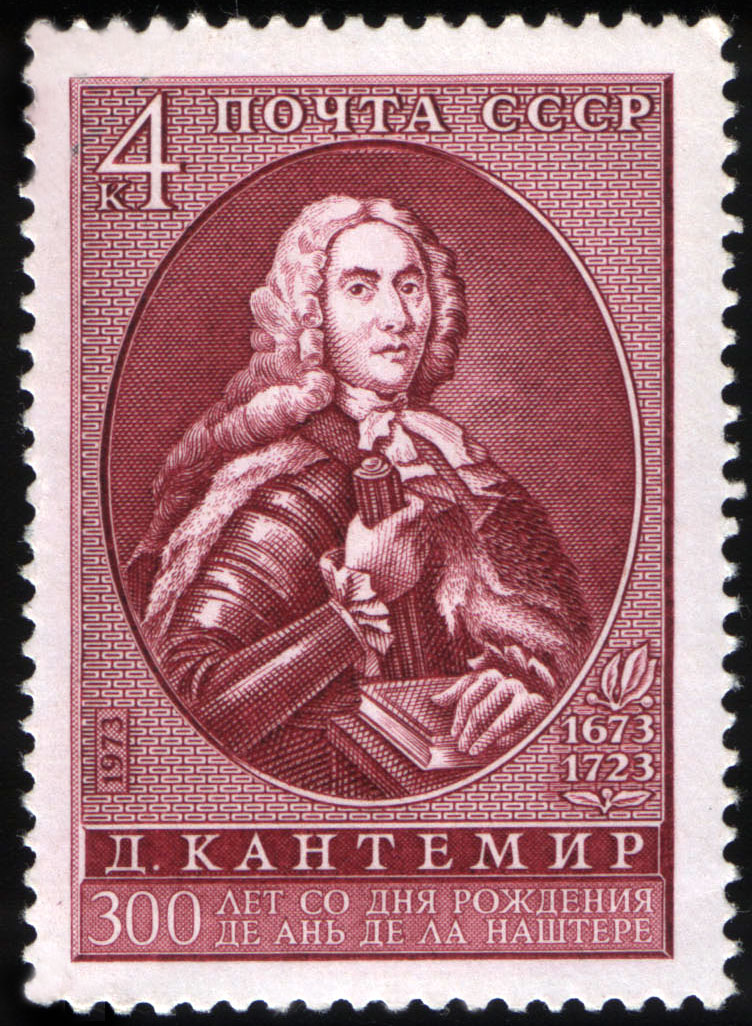
Marcă poștală din URSS, 1973
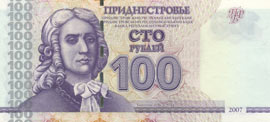
Bancnotă de 100 de ruble transnistrene din 2007.
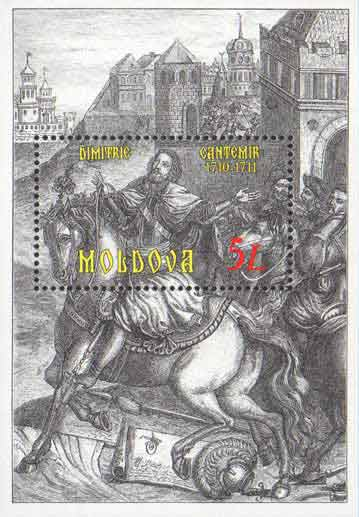
Coliță poștală din Republica Moldova
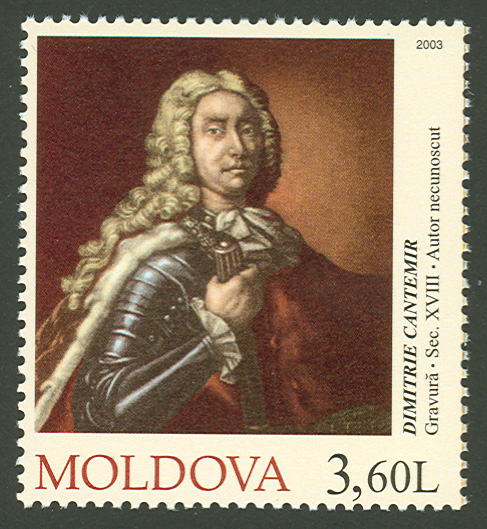
Marcă poștală din Republica Moldova

În politica sa internă, Cantemir s-a sprijinit pe aceleași pături sociale ca și tatăl său Constantin și fratele său Antioh. Cronicarii vremii ni-l arată ca pe un domn foarte popular. "Că așè să arăta de bun și de blând - spunea Ion Neculce (cf.Ion Neculce, Letopisețul...). Tuturor ușe deșchisă și nemărețǔ de voroviè cu toți copiii".

## Posteritate
Actualmente, osemintele sale se odihnesc în Biserica "Trei Ierarhi" din Iași, repatriate grație lui Nicolae Iorga, în 1935. Pe lespedea raclei sale este scris următorul text: „Aici, întors din lunga și pre greaua pribegie înfruntată pentru libertatea țării sale, odihnește Dimitrie Cantemir, domn al Moldovei”.
Numele său a fost atribuit multor străzi din localități ale României și Republicii Moldova. În sudul Republicii Moldova există orașul și raionul Cantemir. Numeroase instituții de educație și cultură din ambele țări îi poartă, de asemenea, numele.
Un monument al lui Dimitrie Cantemir este amplasat în orașul Țarițîno din Rusia, iar un altul în București, pe Bulevardul Dimitrie Cantemir.
În 1973-75, în România a fost turnat un film artistic de lung metraj în două părți, intitulat Cantemir și Muschetarul român, în regia lui Gheorghe Vitanidis, iar în Republica Moldova, în 1973, Dimitrie Cantemir, de Vlad Ioviță și Vitali Kalashnikov.
În aprilie 2003, un parc din Istanbul a primit numele lui Dimitrie Cantemir.
La 25 iunie 2007, președintele României Traian Băsescu a inaugurat la Istanbul Muzeul Dimitrie Cantemir, aflat în Casa Cantemir din cartierul Fener, unde cărturarul a locuit.
Colegiul Economic din Suceava îi poartă numele. În curtea instituției de învățământ a fost amplasat un bust închinat voievodului. De asemenea, în București există o universitate care îi poartă numele.
În anul 2004 a fost imprimată pe CD muzica lăsată de Dimitrie Cantemir, interpretată de Linda Burman, acompaniată de Hall&Lux Musica Ihsan Ogzen și comentată de Owen Right.
La Universitatea din Oxford (din Regatul Unit), în cadrul Facultății de Istorie există centrul de cercetări Cantemir Institute.

## Opera
În opera lui Cantemir, influențată de umanismul Renașterii, s-au oglindit cele mai importante probleme ridicate de dezvoltarea social-istorică a Moldovei de la sfârșitul secolului al XVII-lea și începutul secolului al XVIII-lea.
În Encyclopædia Britannica, ediția a 11-a, vol. 5, în articolul Dimitrie Cantemir se menționează: „Demetrius or Demeter Cantemir was known as one of the greatest linguists of his time, speaking and writing eleven languages, and being well versed in Oriental scholarship.”

### Opere principale
- Divanul sau Gâlciava înțeleptului cu lumea sau Giudețul sufletului cu trupul, scrisă în limbile română și greacă, tipărită la Iași în 1698, din porunca fratelui lui Dimitrie, Antioh vodă Cantemir (căruia îi dedică acest „de floricele cules și legat mănunchiaș”). Divanul... este împărțit în trei cărți, după care urmează cele 10 porunci ale stoicilor. Divanul... a fost considerat ca o carte bisericească și a fost copiat pentru biserici.[59] Această operă este prima lucrare românească originală de gândire religioasă. În această lucrare întâlnim disputele medievale despre timp, suflet, natură sau conștiință. Subiectul cărții este lupta între trup și suflet, între materie și spirit, prin care biserica înțelege lupta între păcat și trăirea mistică. Dimitrie Cantemir sugerează superioritatea omului asupra celorlalte viețuitoare, face din om un stăpân al lumii, susține superioritatea vieții spirituale asupra condiției biologice a omului, încearcă să definească concepte filozofice și să alcătuiască o terminologie filozofică (substări, asuprastări, împregiur-stări, macrocosmos, microcosmos).(G.Călinescu, Op.cit.,p. 29). În Divanul... omul cu aspirațiile lui morale e pus în fața implacabilei Firi, care se așează în poziția ispititoare a lui Mefistofeles. Șerban Cioculescu[60] apreciază că " opera lui de debut, Divanul...este un exercițiu de învățăcel, sub îndrumarea unui dascăl superior, cum a fost ieromonahul cretan Ieremia Cacavelas." De la Cacavelas a putut învăța Cantemir grecește și latinește, dar nu și disciplina gândirii științifice. Lucrarea este prefațată de Ieremia Cacavelas.
- Sacrosanctae Scientiae Indepingibilis Imago (Icoana de nezugrăvit a științei sacrosante), 1700, lucrare filosofică în care încearcă să integreze fizica într-un sistem teist, în linia lui Francis Bacon, un fel de împăcare între știință și religie, între determinismul științific și metafizica medievală. Știința sacră este, firește, teologia, ea nu se poate zugrăvi, fiind abstractă, dar poate fi înțeleasă printr-o imagine alegorică. Cartea a fost redactată la Constantinopol, în anul 1700, când autorul avea 27 de ani. Scrierea este dedicată fostului său profesor grec, Ieremia Cacvavela. Concepută în două volume, scrierea a rămas neterminată, doar la primul său tom. Cantemir manifestă un interes deosebit pentru astrologie și științele oculte, sacre, specifice Renașterii. Cantemir cunoaște și pune în discuție principalele probleme ale filozofiei din vremea lui: teoria cunoașterii, teoria atomilor și a originii materiei, controversa dintre teism și deism, problema timpului etc. Este o scriere filozofică de factură precumpănitor scolastică.[61] Prima parte a lucrării discută problema denumită azi teoria cunoașterii, în care respinge materialismul "învățaților secolului acestuia", cei ce cred în cunoașterea prin simț. Pentru Cantemir, singurul izvor al cunoașterii este revelația divină. A doua parte se ocupă cu ceea ce se numea atunci "filozofia fizică", aceea care privește materia și originea ei. Aici Cantemir reproduce în mare parte teoria filozofului flamand Jean Batista van Helmont, care propusese o teorie atomică
- Istoria ieroglifică scrisă la Constantinopol în română (1703 - 1705). Este considerată prima încercare de roman politico-social, alegoric și autobiografic. Cantemir satirizează lupta pentru domnie dintre partidele boierești din țările române. Această luptă alegorică se reflectă printr-o dispută filosofică între două principii, simbolizate de Inorog (=Dimitrie Cantemir) și Corb (=Constantin Brâncoveanu). Lucrarea cuprinde cugetări, proverbe și versuri care reflectă influența poeziei populare. Istoria ieroglifică este un "adevărat Roman de Renard românesc, [apreciază George Călinescu(Op.cit.)] asupra tâlcului politic al căruia...s-a insistat cu exces. Corbul, epitropul păsărilor, a dat poruncă să se înlăture Vidra (Const. Duca) de la epitropia dobitoacelor și să se înscăuneze Struțocămila (Mihai Racoviță). Vidra se apără ținând un discurs după toate regulile retoricii... Bâtlanul denunță caracterul amfibiu al Vidrei care la rându-i ironizează dubla înfățișare a Bâtlanului, "pasăre de apă sau pește de aer". Istoria ieroglifică aduce o contribuție prețioasă limbii noastre literare, prin infuzia unei bogate paremiologii [paremiologie = studiul proverbelor, n.n.], în parte de origine sacră, dar mai ales în sensul cel mai larg populară, cu binevenite aluviuni orientale la matca noastră autohtonă. (apud Șerban Cioculescu, op. cit).
- Opera Istoria Ieroglifică are ca scop demascarea realității dezolante, Dimitrie Cantemir găsindu-și un mod prin care se putea confesa, un mod prin care a scris tot ce nu a putut la vremea respectivă să spună. Boierii mari sunt înfățișați ca niște animale de pradă care „de vărsarea sângelui nevinovat se bucură”. Față de această boierime, decăzută moralmente și hrăpăreață, obișnuită „să radă solzii peștelui”, domnul are o atitudine de deplin dispreț.[62] Opera a fost redactată într-un timp relativ scurt, între lunile mai și decembrie ale anului 1705. Istoria Ieroglifică este o luptă între diferite tipuri de animale, fiecare fiind reprezentative pentru o anumită clasă socială și folosește forma alegorică pentru a realiza o covalență între patimile animalelor și și caracterele oamenilor din Moldova și Țara Românească. Lucrarea este văzută și ca un pamflet împotriva Imperiului Otoman și este reprezentat ca o „imensă organizație bazată pe jefuirea supușilor și pe îmbogățirea prin milă a demnitarilor”[63].

Bust amplasat în curtea colegiului economic ce îi poartă numele din Suceava

- Istoria Creșterii și Descreșterii Imperiului Otoman, redactată în latină: Historia Incrementorum atque Decrementorum Aulae Othomanicae, între 1714 și 1716. Istoricul Virgil Cândea (1927-2007) a descoperit manuscrisul acestei lucrări în biblioteca Houghton a Universității Harvard, din Cambridge (Massachusetts, SUA). Dan Slușanschi, cel mai important editor al textelor latine ale lui Cantemir, a publicat prima ediție critică în 2001.[64] În această lucrare, Dimitrie Cantemir a relatat istoria imperiului otoman și a analizat cauzele care ar fi putut duce la destrămarea sa. A insistat și asupra posibilităților popoarelor asuprite de a-și recuceri libertatea. Lucrarea a fost tradusă și publicată în limbile engleză, franceză și germană. În această operă, Dimitrie Cantemir descrie, la început, evoluția politică ascendentă a statului otoman, furnizând totodată date importante în legătură cu biografiile a 19 sultani, de la Osman, întemeietorul Imperiului Otoman, până la Ahmet al III-lea, contemporan cu Dimitrie. Sunt prezentate detalii interesante despre viața socială din imperiu, printre care și relatările privind răscoala lui Bedr ed-Din (1418-1420), răscoalele lui Musa Celebi, sprijinit de Mircea cel Bătrân și răscoalele gelalî (țărănești) din Anatolia în secolul al XVII-lea sub conducerea lui Kalenderoglu și Tavil etc.[65] Prima parte a cărții se încheie pe la 1672, când imperiul intră în faza declinului politic și militar. Partea a doua a cărții, consacrată decăderii (scăderii, după cum zice autorul) Imperiului este mult mai concisă decât prima (se limitează numai la patru decenii, 1672-1712), însă este mai valoroasă, deoarece cuprinde unele observații personale ale lui Cantemir, martor ocular la o parte dintre evenimentele istorice descrise. Dimitrie Cantemir se referă la o serie de fapte privind viața cotidiană, obiceiurile și tradițiile turcilor, ca de exemplu ceremoniile primirii ambasadorilor la Înalta Poartă, sărbătorirea bairamului, ritualul circumciziunii etc. În cursul expunerii Dimitrie Cantemir citează o serie de proverbe și zicători turcești. Deosebit de interesante sunt detaliile asupra instituțiilor statale și publice otomane, asupra armatei, vieții din palatul imperial, monedelor turcești, instituțiilor de învățământ, despre viața ecleziastică, muzică, literatura populară etc.

Prima publicare a operei s-a făcut în limba engleză în două tomuri,legate împreună, în 1734-1735, în Londra  cu un plan al Constantinopolului , prin efortul pastorului dr. Nicholas Tindal, care era magistru în artele liberale și vicar la Great Waltham (în comitatul Essex).; o nouă ediție, în 1756. Traducerea în limba franceză, Histoire de l'empire othoman, tot după manuscrisul latin, a apărut la Paris, în patru tomuri 8°, în 1743, Nyon père, traducătorul fiind M. de Jonquières (chanoine Regulier de l' Ordre Hospitalier du Saint Esprit de Montpellier), cu o hartă a lui Robert de Vaugondy privind Turcia europeană. În 1745 apare la Hamburg traducerea germană  a lui Johann Lothar Schmidt, ed. Christian Herold, după textul englez al lui N. Tindal. În 1876-1878, apare la București, traducerea în l. română, sub titlul Istoria Imperiului Ottomanu, de Demetriu Cantemiru, Partea I-II, trad. Dr. Ios. Hodosiu (Iosif Hodoș). Iosif Hodoș a tradus după Johann Lothar Schmidt, din germană, care la rândul lui tradusese forma lui Nicholas Tindal. Iosif Hodoș este unul dintre membrii fondatori ai Societății literare române, care se va transforma în Academia Română.
- Hronicul vechimei a romano-moldo-vlahilor, scris mai întâi în latină, dar tradus apoi de autor în română[71] (1719 - 1722), cuprinde istoria românilor de la Traian până în pragul celei de a doua "descălecări" sau întemeierea principatelor (de la anul 107 până la anul 1274). Susține ideea lui Miron Costin: originea latină comună a tuturor dialectelor românești. Hronicul vechimei...este încununarea erudită a eforturilor întreprinse de predecesori pentru a dovedi originea romană a românilor și unitatea lor de neam.[72] Pentru scrierea acestei lucrări, Dimitrie Cantemir a consultat peste 150 de izvoare române și străine în limbile latină, greacă, polonă și rusă. Cantemir mărturisește: "nici o piatră neclătită și nici un unghi nescociorât n-am lăsat, pentru ca să ne înștiențăm de începătură, și purcederea, și așezământul, cel mai de pre urmă, a acestui neam, din care ne înștiințăm cu adevărat".( Șerban Cioculescu, Op.cit.,p. 57). Chiar dacă proiectul inițial prevedea o istorie până în zilele lui, Dimitrie Cantemir a redactat doar tomul I al Hronicului, care se derulează de la originile poporului român și ajungând până la fondarea Țării Românești și a Moldovei, pe care le datează în secolul al XIII-lea.
- Descriptio Moldaviae (Descrierea Moldovei), scrisă în latină (1714 - 1716), când trăia în Rusia, la cererea Academiei din Berlin. Descrierea Moldovei reprezintă prima prezentare interdisciplinară (geografie, demografie, etnografie, cartografie, psihologie colectivă) a Moldovei și locuitorilor ei. Descrierea Moldovei are trei părți: o primă parte consacrată descrierii geografiei, unde sunt prezentate relieful, bogățiile și organizarea administrativă a țării; partea a două se ocupă de politică, descriind pe larg forma de guvernământ, ceremonialul de la curtea domnească, armata, justiția, finanțele, clasele sociale și politice, obiceiurile; ultima parte este consacrată religiei, culturii, cuprinzând și un capitol despre limba și literatura moldoveană. În capitolul Despre literele moldovenilor Dimitrie Cantemir a dat prima știre despre folosirea alfabetului latin la români, în următoarea frază: „Înainte de soborul bisericesc de la Florența, moldovenii foloseau litere latinești, după pilda tuturor celorlalte neamuri al căror grai se trage din cel roman.” În Descrierea Moldovei, principele cărturar dă lista familiilor boierești din țară. Sunt consemnate numele a 77 familii boierești...[73] În Descrierea Moldovei a fost prezentată harta Moldovei, în manuscris ( în latină: Tabula Geographica Moldauiae), aceasta fiind prima hartă reală a țării, conținând detalii geografice, precum și informații administrative. Descrierea Moldovei a fost tradusă pentru întâia oară în limba germană de J. Redslob, abia în 1769-1770 (cu titlul Beschreibung der Moldau) și publicată de către Anton Friedrich Büsching (Ștefan Lemny, op.cit. p. 32), iar în românește în anul 1825[74], sub titlul "Scrisoarea Moldovei", la Mănăstirea Neamț; ediția a II-a, Iași,1851, sub titlul Descrierea Moldaviei. Manuscrisul original al lucrării Descriptio Moldaviae se află la Bibliothèque Nationale din Paris.[75] Prima ediție critică a fost realizată de Dan Slușanschi în 2006.

Cu această operă, Dimitrie Cantemir trece în cea de a treia perioadă a activității sale de scriitor, o perioadă desfășurată în timpul șederii sale în Rusia și care se caracterizează prin tratarea temei științifice. Este o perioadă total diferită pentru viziunea sa de scriitor, lăsând în urmă operele de natură mistică și literar-istorică. Opera a fost realizată în întregime în Rusia și are ca și scop principal proiectarea Moldovei pe scena lumii învățate din Europa. Ea oferă informații geografice, imagini vizuale și detalii ale vieții poporului, precum și informații din spectrul politic, economic al Moldovei, toate acestea compunând o primă scriere științifică a unui român. Se consideră ca această lucrare a fost redactată în paralel cu o altă mare lucrare a sa, respectiv cu “Istoria Imperiului Otoman”. Pe parcursul scrierii sale a folosit izvoare moldovene, precum letopisețele lui Grigore Ureche, scrierile lui Miron Costin și a lui Nicolae Costin. Cu toate că folosește documente interne, Cantemir nu se limitează doar la acestea, ci consultă și scrierile autorilor antici, de exemplu îl citează pe Ptolemeu, pe Strabo, Eutropiu, Ammian Marcelin.
- Collectanea Orientalia (Colecția orientală), 1722-1723, cuprinzând texte de investigare arheologică a Zidului Caucazian, lăsat de Alexandru Macedon, a vestigiilor persane ale zonei Mării Caspice etc. (publicată în ediția de Opere Dimitrie Cantemir 8 vol. 1878, editate de Gr. Tocilescu).

### Alte opere
- Compendiolum universae logices institutiones (1701) (Prescurtare a sistemului logicii generale)
- Monarchiarum physica examinatio (Examinarea fizică a monarhiilor), 1700. Este un tratat asupra esenței monarhiei. Autorul constată că monarhiile (statele) sunt noțiuni particulare, adică finite: ele "trebuie să se nască, și să moară, să se schimbe și să se transforme...și din desfacerea uneia trebuie să urmeze nașterea alteia".
- Collectanea Orientalia (Colecția orientală), 1722-1723, cuprinzând texte de investigare arheologică a Zidului Caucazian, lăsat de Alexandru Macedon, a vestigiilor persane ale zonei Caspice, precum și hărțile zonei caspice.
- Vita Constantini Cantemyrii, cognomento senis, Moldaviae Principis. Auctore: Demetrio Cantemyrio (Viața lui Constantin Cantemir poreclit cel Bătrân, domnul Moldovei) (1716-1718), în l.latină; cuv. înainte acad. Virgil Cândea, Ed. Acad. Române, 1996. Această biografie a tatălui său, Constantin Cantemir este o scriere care povestește viața acestui domn, începând de la genealogia familiei, trecând prin aventurile lui războinice din tinerețe și descriind cariera lui de boier în Moldova, apoi aceea de domn, până la moarte.
- Sistema religiei mahomedane, scrisă în latină: Systema de religione et statu Imperii turcici ; în rusă: Kniga sistima ili sostoianie Muhammedanskoi religii, (trad. în rusă de Ivan Ilinski), Sankt Petersburg,1722. Alcătuită din șase părți și diverse capitole , cartea se axează în mod special pe Coran.
- Cartea științei muzicii (Kitab-i-musiki)
- Scurtă povestire despre stârpirea familiilor lui Brâncoveanu și a Cantacuzinilor. Memorii către Petru cel Mare, scrisă în l.rusă : Kratkoe skazanie ob iscoreneniῐ Brankovanovoi i Kantakuzîinîh familiῐ. Lucrarea a fost păstrată doar în l. rusă. În 1978, Paul Cernovodeanu și Emil Lazea au publicat o ediție în l. română, București
- Historia moldo-vlachica (Istoria moldo-valahă), o operă de erudiție despre originile românilor din Moldova, Muntenia și Transilvania, scrisă între 1714 și 1716, la cererea societății academice din Berlin.
- Ioannis Baptistae Van Helmont --Physices universalis doctrina; este o laudă închinată misticului flamand Van Helmont ( scrisă între 1700–1704).

Compendium universae logices institutiones este o ultimă lucrare de filosofie din tinerețe (1701) dedicată exclusiv științei logicii . Ca realizare din această epocă se poate adăuga și culegerea de texte extrase de Cantemir din opera fizicianului Johann Baptista van Helmont (Ioannis Baptistae van Helmont-- Physices universalis doctrina) cu privire la știința fizicii, în special asupra originii naturii.
Lucrarea Systema de religione et statu Imperii turcici se ocupă de viața spirituală a lumii islamice, insistând în mod special asupra obiceiurilor și tradițiilor religioase musulmane. Cartea este alcătuită din șase părți. În primele două părți autorul expune viața și activitatea profetului Mohamed și analizează critic Coranul. Sunt interesante și observațiile în legătură cu diferitele dialecte ale limbii arabe. xUltimele două părți din Systema de religione...sunt consacrate obiceiurilor și diferitelor ritualuri musulmane, vieții de familie, descrierii portului și diferitelor veșminte purtate în anumite împrejurări. Sunt abordate și probleme referitoare la situația sectelor religioase și ordinelor călugărești existente pe teritoriul acestui stat. Cantemir spune că însuși țarul i-a cerut această lucrare. Când scria Sistema religiei mohamedane, Dimitrie Cantemir cunoștea operele învățaților turci, dar singura operă pe care o citează este "Muhamedia", care conține viața lui Mahomed.
Dimitrie Cantemir a tradus Coranul în latină și în rusă.
Kitabu Ilm al-Musiki (Cartea științei muzicii), scrisă în limba turcă, este una dintre primele lucrări ale savantului domnitor, concepută în perioada vieții acestuia din Istanbul, între anii 1705-1709, și mai conține,pe lângă expunerea sistemului teoretic și un număr de 365 de melodii, notate de Cantemir. Lucrarea cuprinde un studiu aprofundat al muzicii otomane laice și religioase, primul sistem de notație muzicală alfabetică al muzicii otomane, adică sistemul de scriere a muzicii care se bazează pe cele 33 de semne alfabetice împrumutate din alfabetul arab , savantul punând în discuție și importanța muzicii religioase ortodoxe și influențarea acesteia de către muzica bisericească bizantină. Notația muzicală a lui Dimitrie Cantemir are ca reper ebjed-ul , literele alfabetului turcesc, fiecăreia dintre ele corespunzându-i un sunet cu o durată ce era indicată prin cifre arabe, așezate sub litere. Principele moldovean a dezvoltat teoria muzicii clasice turce și s-a afirmat ca un mare compozitor. Studiul se referă la compozitori otomani, cuprinzând ilustrarea curentelor și tematicilor, exemplificate printr-o redare a notelor și gamelor într-un sistem de note. Este prima lucrare dedicată muzicii, concepută într-un stil savant. Finalul studiului este însoțit de o culegere de melodii ale diverselor compoziții otomane, dar și folclor din Moldova, precum și un număr de 20 de creații proprii. Ambasadorul francez la Poartă , N.de Ferriol afirma în 1714 că una dintre cele mai cunoscute și răspândite compoziții, atribuite lui D. Cantemir este Aria dervișilor. Datorită acestei lucrări, Kitab-ul musik ebjed, Dimitrie Cantemir a intrat în istoria muzicală a Turciei ca fondator al muzicii laice și studios al celei religioase sub numele de Kantemiroglu (fiul lui Cantemir), primind titlul de pașă cu trei tuiuri (ceilalți domni aveau două tuiuri) de la Ahmed al III-lea, cunoscut drept mare susținător al artelor.
Ștefan Ciobanu (op.cit., p.51) îl citează pe istoricul rus Dmitri Bantâș-Kamenskii (1788--1850) care în dicționarul "Slovar dostopamiatnîh liudei Russkoi zemli (Dicționarul oamenilor însemnați ai țării rusești) , Moscova, 1836, vol.III, îl considera pe Dimitrie Cantemir ca pe "cel mai învățat bărbat în Rusia din timpurile lui Petru cel Mare. Cunoștințele lui vaste în limbile persană, arabă și turcă, veselia desăvârșită în conduită și convorbiri i-au atras iubirea tuturor societăților a căror podoabă a fost."

## Integrala manuscriselor
În luna octombrie 2012, în sala de expoziții „Th. Pallady” a Bibliotecii Academiei Române, ambasada Rusiei a donat în mod festiv primele 25 de volume ale seriei „Integrala Manuscriselor Dimitrie Cantemir”, într-o ediție de lux, din care s-au executat patru seturi legate în piele naturală, cu portretul și semnătura lui Cantemir în aur, tipărite sub formă de facsimil color pe carton de 130 g/mp, cărțile fiind așezate într-o ladă din lemn de nuc. Primul set a fost dăruit lui Vladimir Putin, președintele Rusiei. Un set, primului ministru Dmitri Medvedev, un al treilea set, primului ministru Victor Ponta. Al patrulea set a fost donat de către Ambasada Federației Ruse la București Bibliotecii Academiei Române. Scanarea manuscriselor și documentelor aflate în Rusia a început în 2009 și va mai dura, fiindcă mai sunt de prelucrat,13 manuscrise aflate la Sankt Petersburg și 75 de lăzi cu manuscrise și documente la Moscova. Trebuie remarcat că un alt set de documente scrise de Cantemir se află la Istanbul și doar câteva documente se află în România.